# Lecane syngenes
Lecane syngenes är en hjuldjursart som först beskrevs av Hauer 1938.  Lecane syngenes ingår i släktet Lecane och familjen Lecanidae. Inga underarter finns listade i Catalogue of Life.